# L'illusionismo dall'A alla Z
L'illusionismo dall'A alla Z è un saggio scritto da Massimo Polidoro sull'illusionismo.
È il primo dizionario in italiano sui giochi di prestigio, la storia della magia, e tutto ciò che ha a che fare con l'illusionismo.
Questo dizionario ha l'obiettivo di fornire ai prestigiatori, sia dilettanti che professionisti, una guida completa sui termini relativi all'illusionismo.